# David Astor
Francis David Langhorne Astor CH (* 5. März 1912 in London; † 7. März 2001 ebenda) war ein britischer Journalist und Zeitungsverleger (The Observer).

## Leben

### Frühe Jahre (1912–1936)
Astor wurde 1912 als drittes Kind des aus den Vereinigten Staaten stammenden britischen Geschäftsmanns und Peers Waldorf Astor, 2. Viscount Astor und seiner Gattin Nancy, der ersten weiblichen Abgeordneten des britischen Parlaments (1919), geboren. Als Sohn einer der reichsten Familien Großbritanniens wuchs er in materiellem Wohlstand auf und kam schon in jungen Jahren mit der wirtschaftlich-gesellschaftlichen Elite des Landes in Kontakt.
Als Kind besuchte Astor die Eliteschule Eton College. Danach begann er ein Studium an der Oxford University, wo er das Balliol College besuchte. Zu Astors Kommilitonen in Balliol zählte unter anderem der deutsche Student und spätere Widerstandskämpfer gegen das NS-Regime Adam von Trott zu Solz, eine Begegnung, die Astor ein Leben lang beeinflussen sollte. Nach einem Nervenzusammenbruch verließ Astor Oxford 1933 ohne einen Abschluss.

### Astor und der Observer (1937–1975)
Von 1936 bis 1937 arbeitete Astor für die Zeitung Yorkshire Post, danach wechselte er zu der im Besitz seines Vaters befindlichen Zeitung The Observer. Während des Zweiten Weltkrieges war Astor im Stab von Lord Louis Mountbatten bei den „Combined Operations“ tätig. Nach seiner Rückkehr aus dem Krieg 1945 begann Astor, sich auf seine zukünftige Rolle als Herausgeber des Observer in der Nachfolge seines Vaters vorzubereiten, die er 1948 antreten und bis 1975 innehaben sollte.
Zu den wichtigsten Journalisten, deren Karrieren Astor fördern sollte, zählten der deutsche Exilant Sebastian Haffner sowie Astors enger Freund George Orwell, der auf Astors Bitten die Befreiung Frankreichs und den Einmarsch der Alliierten in Deutschland als Kriegsberichterstatter für den Observer begleitete. Nach Auffassung einiger Literaturkritiker und -forscher basiert zudem die Figur des wohlhabenden Verlegers in Orwells Roman „Die Wonnen der Aspidistra“ auf Astor.
In den 1950er Jahren baute Astor den Observer zu einer der erfolgreichsten und einflussreichsten Zeitungen Großbritanniens um. Nachdem Astor und der Observer 1956 die britische Regierung unter Anthony Eden bezichtigten, die Bevölkerung in Bezug auf den Zustand des britischen Engagements in Suez belogen zu haben, nahm das Ansehen von Astor und seiner Zeitung schweren Schaden und die Auflage des Observer begann zu schwinden – obwohl sich die Vorwürfe letztlich als im Wesentlichen gerechtfertigt herausstellen sollten.
1961 stimmte Astor auf Bitten seines Freundes Louis Blom-Cooper der Veröffentlichung des von dem Aktivisten Peter Beneson verfassten Artikels „The Forgotten Prisoners“ in der Ausgabe des Observer vom 28. Mai 1961 zu, der mit seinem Aufruf nach einem „Appeal for Amnesty“ die Gründung der Menschenrechtsorganisation Amnesty International in Gang setzte.

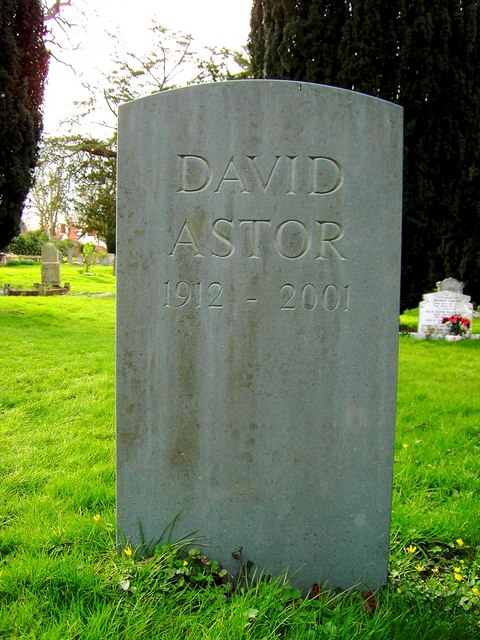
Astors Grab in Sutton Courtenay

In der außenpolitischen Haltung des Observers tat Astor sich insbesondere durch seine energische Kritik am Apartheid-System in Südafrika und als nachdrücklicher Unterstützer des African National Congress hervor. Des Weiteren bezog er entschiedene Positionen zu den Themen Todesstrafe und Zensur, die er strikt ablehnte. Er tat sich als Gegner der übermäßigen Macht der Gewerkschaften wie der Großunternehmen hervor und machte als Anprangerer der Nöte Afrikas und durch sein kompromissloses Eintreten für die Menschenrechte auf sich aufmerksam.

### Späte Jahre und Tod
1977, zwei Jahre nach dem Ende von Astors Herausgeberschaft beim Observer, wurde die Zeitung an den amerikanischen Geschäftsmann Robert O'Anderson verkauft. Aufgrund seiner Verdienste um die britische Gesellschaft wurde Astor 1994 in den Order of the Companions of Honour aufgenommen.
Astor starb im Jahr 2001 und wurde auf dem All Saints’ Churchyard in Sutton Courtenay (Oxfordshire) im Grab direkt neben dem Grab seines Freundes George Orwell beigesetzt.

## Ehen und Nachkommen
Astor war zweimal verheiratet: In erster Ehe von 1945 bis 1951 mit Melanie Hauser. Aus dieser Ehe ging die Tochter Frances Christine Langhorne (* 1947) hervor. Aus Astors zweiter Ehe mit Bridget Aphra Wreford (1952–2001) gingen fünf Kinder hervor: Alice Margaret Frances Astor (* 1953), Richard David Langhorne (* 1955), Lucy Aphra Nancy (* 1958), Nancy Bridget Elizabeth (* 1960), Thomas Robert Langhorne (* 1962).